# 子良 (坪夜君)
子良（？—？），羋姓，昭氏，字子良，又称昭之良，春秋时期楚国的王子，父亲楚昭王。
前478年，楚惠王占卜子良能否作令尹，沈尹朱说，吉利，超过了他的期望。叶公沈诸梁认为王子不适宜当令尹，于是令尹由公孙宁就任。曾侯乙墓出土文物称子良为坪夜君（平輿君），后代为昭氏。其子郚公子春。郚公子春生司马子音。司马子音生蔡公子家、东陵连嚣子发。